# Art Becker
Arthur C. Becker, detto Art (Akron, 12 gennaio 1942), è un ex cestista e allenatore di pallacanestro statunitense, professionista nella ABA.

## Carriera
È stato selezionato dai St. Louis Hawks al terzo giro del Draft NBA 1964 (22ª scelta assoluta).

## Palmarès
- Campionato ABA: 1

Indiana Pacers: 1970
- ABA All-Star Game: 2

1968, 1972
- Quarantaduesimo migliore rimbalzista di sempre ABA
- Cinquantaquattresimo miglior marcatore di sempre ABA